# Heather Vandeven
Heather Vandeven (Los Angeles, 6 settembre 1981) è un'attrice, ex attrice pornografica e modella erotica statunitense.
È stata scelta dalla rivista Penthouse come Pet of the Month nel gennaio 2006 e Pet of the Year nel 2007.

## Biografia
Heather nasce a Hollywood, Los Angeles e frequenta le scuole superiori a Santa Rosa (California). Aveva un fisico molto atletico, riuscendo a correre la distanza di un miglio in sette minuti ed inoltre passava molto tempo sullo skateboard. Tuttavia il suo fisico ha avuto uno sviluppo tardivo, cominciando a svilupparsi dall'età di 15 anni, al punto di confessare che utilizzava reggiseni imbottiti. Dopo aver conseguito il diploma all'età di 17 anni, Heather ha servito l'esercito americano per due anni e mezzo, dove ha lavorato nel reparto ispezioni degli alimenti. Ha una laurea in pedagogia presso la Southern Illinois University e ha lavorato per un master in nutrizione nell'autunno del 2006.
Heather Vandeven è stata nominata Penthouse Pet of the Month nel gennaio 2006, e poi è stata scelta come Pet of the Year per il 2007. Nell'agosto 2007, è apparsa nel programma televisivo On the Lot sul canale FOX nel cortometraggio di Adam Stein Army Guy.
Heather appare come fidanzata di un giocatore-pugile nel ruolo dell'inviata di un documentario nel gioco Don King Presents: Prizefighter della 2K Sports, uscito in America il 10 giugno 2008. Inoltre appare nel ruolo di se stessa nella commedia del 2008 College, con Valentina Vaughn.
Heather Vandeven faceva parte del Team Penthouse in Drambuie Pursuit il cui scopo era compiere 4 percorsi attraverso le Highlands scozzesi.

## Filmografia
- Aperture (2006)
- Fem L'Amour (2006)
- Sacred Sin (2006)
- A Capella (2007)
- In Deep (2007)
- Meet Heather (2007)
- Sub-urban Sex (2007)
- Agent's Desire (2008)
- Bombs Away (2008)
- Girlfriends With Benefits (2008)
- Hot Models in Bondage (2008)
- Naked Bondage Captives (2008)
- PJ Party Secrets (2008)
- Playtime's Nudes Presents: Heather Vandeven 2 (2008)
- Premium Label 2 (2008)
- Resort Tales (2008)
- Sex Thief (2008)
- Thrilling Chloro Conflicts (2008)
- Bedroom Seductions (2009)
- Boobs and Blitzes (2009)
- Boobs and Brews (2009)
- Bra Busters (2009)
- Girls Of Peach 9 (2009)
- Heather Vandeven: Up, Close and Personal (2009)
- Ninn Wars 2 (2009)
- Playtime's Nudes Presents: Heather Vandeven 3 (2009)
- Playtime's Nudes Presents: Heather Vandeven 4 (2009)
- Premium Label 3 (2009)
- Sex Talk (2009)
- Girlfriends 2 (2010)
- Glamour Solos 1 (2010)
- My Own Feature (2010)
- Twisty Treats 1 (2010)
- Fantasy Girls: Glamour Solos (2011)
- Live Chat: Emily and Heather (2011)
- Live Chat: Heather and Adrienne (2011)
- Naked News (2011)
- Playtime Nudes: Pink And Juicy 2 (2011)
- Super Model Solos 1 (2011)
- Super Model Solos 2 (2011)
- Private Collection 1 (2012)
- Toying With Your Emotions (2012)
- Glamour Solos 2 (2013)